# De jolige joffer
De jolige joffer is het honderdzevenenzeventigste stripverhaal uit de reeks van Suske en Wiske. Het is geschreven en getekend door Paul Geerts.
Het werd gepubliceerd in De Standaard en Het Nieuwsblad van 7 oktober 1986 tot en met 17 februari 1987. De eerste albumuitgave in de Vierkleurenreeks was in juni 1987, met nummer 210.

## Locaties
- Het Ravensbos vlak bij Valkenburg vormt, tezamen met andere locaties zoals een champignonkwekerij (de voormalige Studentengroeve te Geulhem, anno 2015 een party- en congrescentrum, bekend onder de naam La Caverne de Geulhem), kasteel Wittem te Wittem, de steenkolenmijn, de gemeentegrot, de Wilhelminatoren en de ruïne van het kasteel van Valkenburg, de achtergrond van dit album.

## Personages
- Suske, Wiske, tante Sidonia, Lambik als Cyrano de Bergerac, Jerom, Zwam een sprekende champignon en de joffer zonder kop

## Het verhaal
Lambik heeft tijdens Jeroms vakantie zijn huis omgebouwd tot een kasteel. Na vervelende opmerkingen van een paar stratenmakers twijfelt Sidonia erg aan haar uiterlijk. Ze gaat met Zwam, een sprekende champignon, richting Valkenburg. Tante Sidonia gaat naar het Ravensbos en als ze de slagen van Echterkerktoren hoort verschijnt de joffer zonder kop.
Suske, Wiske en Lambik (die zich voordoet als rijmende Cyrano de Bergerac) gaan Sidonia achterna. Lambik is echter vooral op zoek naar een geheimzinnige schone, die hem via een koperen ketel roept. Sidonia herkent de vrienden niet en ontsnapt op een vliegende kar, getrokken door bokken.
Suske en Wiske worden door Sidonia ingemetseld in de ruïne van het kasteel Valkenburg. Als Lambik de geheimzinnige vrouw vindt, blijkt dit tante Sidonia zelf te zijn. Ze heeft haar gezicht geruild met de joffer zonder kop. Ook zij komen in gevaar door de joffer.
Suske, Wiske, Lambik en de echte Sidonia worden op het nippertje gered door een tovenaar. De joffer wordt door deze tovenaar gedwongen Sidonia haar gezicht terug te geven. De tovenaar blijkt Jeromnlnte zijn, die zich vermomd heeft nadat hij het verhaal van professor Barabas had gehoord.

## Achtergronden bij het verhaal
- Cyrano de Bergerac maakt gedichten voor zijn geliefde in naam van een ander omdat hij zichzelf niet mooi genoeg vindt voor deze vrouw.
- Er is een legende over een adellijke dame die sinds ze in 1498 gruwelijk onthoofd is door Echtenaren in het gebied rondspookt, en verantwoordelijk is voor verdwijningen. De dame wordt gereden in een wagen die wordt getrokken door twee bokken met vleermuisvlekken.[1]
- Het verhaal in de strip speelt zich af nabij Valkenburg, terwijl de legende over de joffer zich nabij Echt heeft afgespeeld. Beide plaatsen liggen echter circa dertig kilometer van elkaar verwijderd.
- Joffer is een ander woord voor witte wieven, zie ook het Suske en Wiske-verhaal Het witte wief.